# Zamek Borgholm

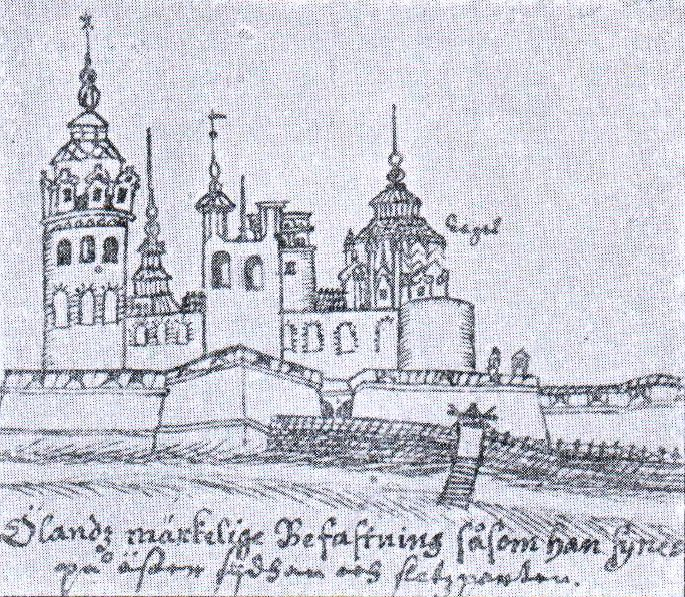
Rysunek przedstawiający zamek w 1634 roku

Zamek Borgholm (szw. Borgholms slott) – ruiny średniowiecznego zamku w pobliżu miejscowości Borgholm na wyspie Olandia w regionie Kalmar w Szwecji. Zbudowany w XII wieku. Zamek został zniszczony przez pożar i opuszczony na początku XIX wieku.